# Liste der Kulturdenkmale in Ulm
In der Liste der Kulturdenkmale in Ulm sind Bau- und Kunstdenkmale der Stadt Ulm verzeichnet, die im „Verzeichnis der unbeweglichen Bau- und Kunstdenkmale und der zu prüfenden Objekte“ des Landesamts für Denkmalpflege Baden-Württemberg verzeichnet sind. Dieses Verzeichnis ist nicht öffentlich und kann nur bei „berechtigtem Interesse“ eingesehen werden. Die folgende Liste ist daher nicht vollständig und beruht auf anderweitig veröffentlichten Angaben. Zum gegenwärtigen Stand sind nur die Denkmäler der Ulmer Innenstadt öffentlich.

## Aufteilung
Die Liste der Kulturdenkmale in Ulm ist in Teillisten nach Stadtteilen aufgegliedert.
| Kulturdenkmale in Ulm |
| --------------------- |
| Innenstadt            |